# Sarcoptilus shaneparkeri
Sarcoptilus shaneparkeri är en korallart som beskrevs av Williams 1995. Sarcoptilus shaneparkeri ingår i släktet Sarcoptilus och familjen Pennatulidae. Inga underarter finns listade i Catalogue of Life.